# Закон ринку (фільм)
«Закон ринку» (фр. La Loi du marché) — французька драма 2015 року, поставлена Стефаном Брізе за участю Венсана Ліндона у головній ролі. Світова прем'єра стрічки відбулася 18 травня 2015 року на 68-му Каннському кінофестивалі, де вона брала участь в основній конкурсній програмі, а Венсан Ліндон отримав приз фестивалю за найкращу чоловічу роль. Фільм був номінований у 3-х категоріях на здобуття кінопремії «Сезар» 2016 року, зокрема за найкращий фільм та найкращу режисерську роботу .

## Зміст
П'ятдесятирічний Тьєррі (Венсан Ліндон) після 20 місяців безробіття знаходить нову роботу охоронника в супермаркеті. Крамниця, в яку він влаштувався, має досить високу репутацію на ринку. Керівництво систематично турбується про клімат в колективі, забезпечує якісний відпочинок і медичне забезпечення, але, як і в будь-якому колективі, усе ідеальним буває рідко.
Тьєррі через відеокамери слідкує за діями клієнтів, а також власних колег і щодня опиняється в соціально складних ситуаціях. Він повинен контролювати та повідомляти менеджерові про крадіжки покупців та правопорушення касирів, що караються звільненнями. Тоді виникає моральна дилема … 

## В ролях
| Актор(ка)        |   | Роль                            |
| ---------------- | - | ------------------------------- |
| Венсан Ліндон    | … | Тьєррі                          |
| Ів Орі           | … | консультант кадрового агентства |
| Карін де Мірбек  | … | дружина Тьєррі                  |
| Матьє Шаллер     | … | син Тьєррі                      |
| Ксав'є Матьє     | … |                                 |
| Ноель Майро      | … | учитель танців                  |
| Катрін Сен-Бонні | … | менеджер банку                  |

## Визнання
| Рік  | Нагорода                     | Категорія              | Номінант        | Результат |
| ---- | ---------------------------- | ---------------------- | --------------- | --------- |
| 2015 | 68-й Каннський кінофестиваль | Золота пальмова гілка  | Закон ринку     | Номінація |
| 2015 | 68-й Каннський кінофестиваль | Найкраща чоловіча роль | Венсан Ліндон   | Перемога  |
| 2015 | 68-й Каннський кінофестиваль | Приз Екуменічного журі | Особлива згадка | Перемога  |
| 2016 | Премія «Люм'єр»              | Найкращий актор        | Венсан Ліндон   | Перемога  |
| 2016 | Премія «Сезар»               | Найкращий фільм        | Закон ринку     | Номінація |
| 2016 | Премія «Сезар»               | Найкращий режисер      | Стефан Брізе    | Номінація |
| 2016 | Премія «Сезар»               | Найкращий актор        | Венсан Ліндон   | Перемога  |